# 淀川大堰

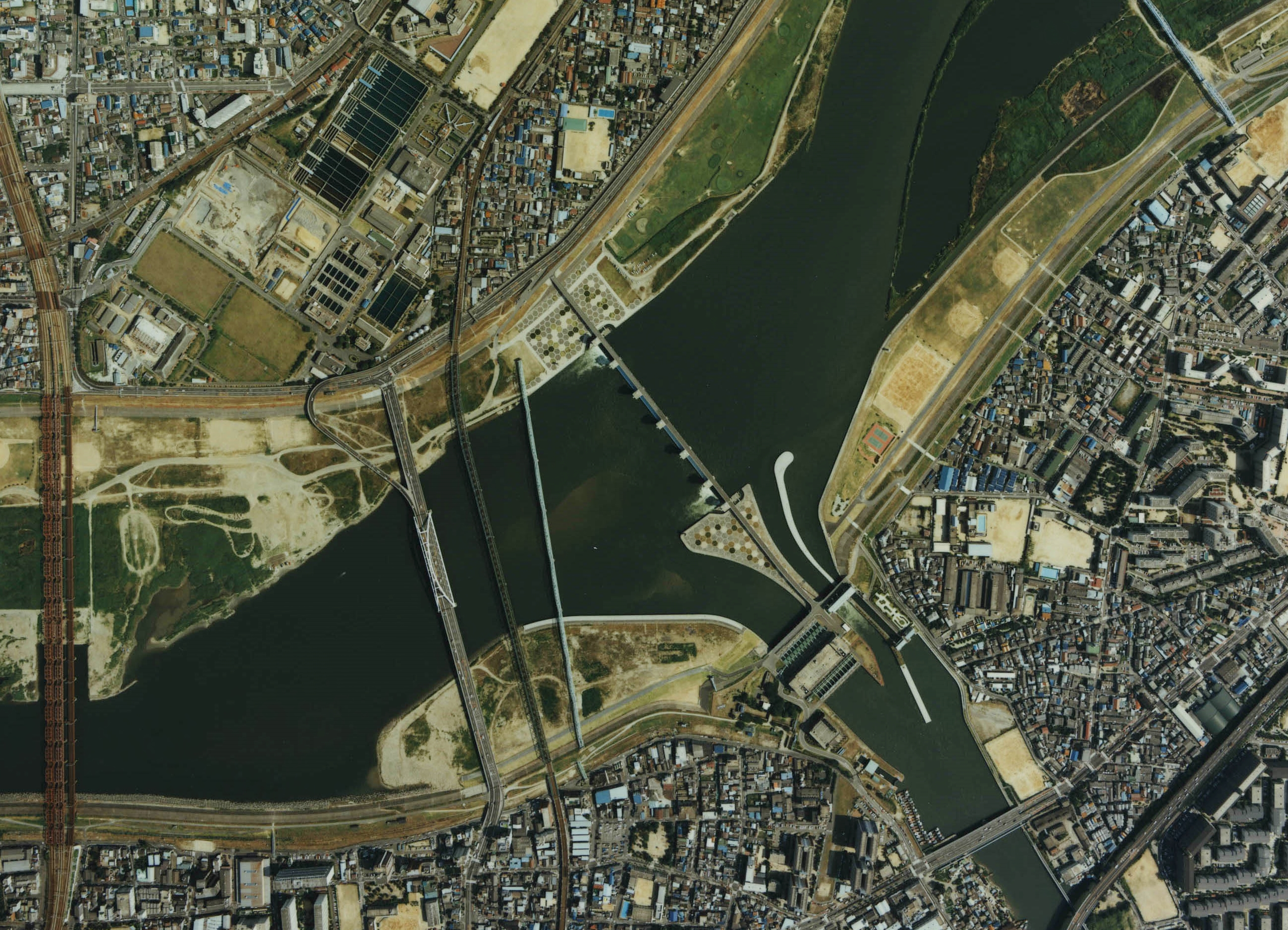
淀川大堰付近の空中写真。淀川大堰左岸（右下）の毛馬水門を経て南東方向へ分流するのが旧淀川（大川）である。1985年撮影。
。

淀川大堰（よどがわおおぜき）は、大阪府大阪市都島区毛馬町4丁目と東淀川区柴島2丁目にまたがる、一級河川・淀川本流に建設された堰（可動堰）である。淀川最下流にある河川施設である。
国土交通省近畿地方整備局と独立行政法人水資源機構が共同で管理を行う。1964年（昭和39年）に完成した長柄可動堰を改造し、1983年（昭和58年）に完成した。大阪府と兵庫県への上水道と工業用水道供給を目的とする。

## 沿革
古くから京阪神の大動脈として利用されていた淀川であるが、戦後高度経済成長に伴って阪神工業地帯の生産が拡大。それに伴って大阪市を中心とする地域では人口が爆発的に急増した。このため従来の水道施設では増え続ける人口へ対処できないため、新たな水資源の開発が課題となった。
1962年（昭和37年）、水資源開発促進法が制定され、水資源開発公団（現・水資源機構）が発足。淀川水系は利根川水系と共に水資源開発を重点的に行う「水資源開発水系」に指定された。これにより淀川水系では淀川水系水資源開発基本計画が策定され、上流部に高山ダム（名張川）・青蓮寺ダム（青蓮寺川）・室生ダム（宇陀川）が建設された。下流部には新淀川と旧淀川分離の際に建設された可動堰があったが、これを改良して大阪府・兵庫県への新規上水道・工業用水道供給を行うことを目的に改造。1964年8月1日に旧大阪中央環状線・長柄橋沿いに長柄可動堰が完成した。
その後、建設省近畿地方建設局（現・国土交通省近畿地方整備局）は、1971年（昭和46年）3月に淀川水系の治水計画の基本となる淀川水系工事実施基本計画を改定し、淀川下流部における計画高水流量を大幅に改定した。この中で200年の一度の水害に対応する治水計画にするため、予想する流量を当初計画の約二倍にあたる毎秒12,000tに設定した。こうした大幅な流量増加に対応すべく上流では日吉ダム（桂川）・比奈知ダム（名張川）の建設、中流部では堤防の増強、下流では新淀川・旧淀川の掘削と拡張によって治水を行おうとした。ところが、下流部の河道掘削と拡張を行う際に、長柄可動堰は洪水を安全に流下させる阻害要因になることが判明。可動堰の改築が課題となった。
また、大阪市内の急激な人口増加は下水道の整備に遅れを生じ、大阪市内の河川は軒並み水質が極度に悪化。「ドブ川」の状態となり河川環境は著しく損なわれた。こうした大阪市内の河川浄化も大きな課題となり、流量の豊富な淀川から一定量の水量を供給して水質悪化を改善する必要が生じた。こうした要因から、1982年（昭和57年）、建設省は長柄可動堰の撤去、並びに旧淀川分流点直上流部への新しい可動堰の建設に着手し、翌1983年に完成させた。これが淀川大堰である。

## 目的
長柄可動堰以来の目的である上水道と工業用水道については、大阪市とその周辺自治体及び兵庫県に毎秒10トン、阪神工業地帯に毎秒10トンの用水を供給する。
不特定利水については、これは大阪市内を流れる旧淀川とその分流である木津川、安治川、道頓堀川やここから取水する大阪城の堀に対し、従来は最大毎秒70トンの河水を一定量放流していた水量を大阪湾の満潮時には毎秒100トン、干潮時には毎秒40トンに量を調節して放流する。平均放流量は毎秒60トンであるが、一日のうちに水量を増減させて放流することにより人工的に洪水を起こし、滞留していた汚水を大阪湾に流して水質汚濁を改善させる。こうした人工的に洪水を起こす放流操作をフラッシュ放流と呼び、全国の国土交通省直轄ダムで実施され河川環境の改善に実績を上げている。この操作のため、従来旧淀川に建設されていた毛馬洗堰は改築され、毛馬水門（毛馬閘門・毛馬排水機場）、一津屋樋門など関連施設を一括して連携操作を実施する。こうした連携操作を行うために国土交通省近畿地方整備局淀川河川事務所が操作管理を実施することになった。しかし利水事業は当初から水資源機構が行っているため、淀川大堰は国土交通省と水資源機構の共同管理施設となった。ただしフラッシュ放流による旧淀川筋の水質管理と監視は、水資源機構が国土交通省の委託を受けて実施している。また、上水道や工業用水道を目的に持つため、主務大臣は国土交通大臣と上水道事業を管轄する厚生労働大臣、工業用水道事業を管轄する経済産業大臣の三大臣による所管となっている。
こうして旧淀川の河川環境改善に淀川大堰は効果を発揮しているが、反面淀川本流の生態系に影響を及ぼしているという指摘がある。淀川下流はヨシなどが生い茂る中州が多く、こうした環境に好んで棲息する絶滅危惧種のイタセンパラが多く棲息している。ところが淀川大堰の完成によって水がたまる湛水（たんすい）域が拡大し、こうした中州が水没したことからイタセンパラの棲息数が減少している。これに対処するため国土交通省は淀川下流部に人工的なワンドを設け、棲息数維持を図ろうとしているが、現状としては減少傾向が続いている。

## アクセス
淀川大堰へは阪急千里線・柴島駅（くにじまえき）で下車するか、自動車では阪神高速12号守口線・長柄出入口下車が最寄となる。大堰付近は河川敷が整備されていることから散歩をする住民も多い。